# Stéphane Lambiel
Stéphane Lambiel (* 2. dubna 1985, Martigny, Švýcarsko) je švýcarský krasobruslař. Jedná se o dvojnásobného mistra světa (2005, 2006), v roce 2006 získal na olympijských hrách stříbrnou medaili, dvakrát vyhrál Grand Prix (2005, 2007) a je osminásobným mistrem Švýcarska. Je známý pro svoje piruety. 16. října 2008 oznámil svůj odchod od závodního bruslení.

## Osobní život
Vyrůstal v Saxonu ve Švýcarsku. Má sestru Silviu (narozena 1982) a bratra Christopha (narozen 1989), jeho matka je Portugalka, žije v Lausanne ve Švýcarsku. Mluví plynně francouzsky, německy (ne švýcarskou němčinou), anglicky a portugalsky. Učí se italsky. Má vracející se zranění v obou kolenech, kvůli kterým vynechal exhibice a tréninky. Na rozdíl od všech krasobruslařů umí skákat a dělat piruety v obou směrech. Je schopný dělat úspěšné dvojité axely, měnící rotaci mezi každým. Nicméně to přestal trénovat. Lambiel má mnoho sponsorů ve Švýcarsku, navrhl švýcarské hodinky zvané Spin Master.
Lambielův šťastný přívěsek je beruška. V roce 2008 ho v interview Alexej Mišin označil za vynikajícího umělce a piruetového génia a dodal, že jeho odchod od krasobruslení je nehorázná škoda.

## Kariéra

### Začátek kariéry
V sedmi letech viděl bruslit svoji sestru, velmi ho to fascinovalo. Přál si to také zkusit, strávil tedy nějaký čas pozorováním bruslařských videí. O několik let později se setkal s Peterem Grütterem, který se stal jeho trenérem, a Salomé Brunner, která je jeho choreografka. Jako švýcarský začátečník Lambiel vystupoval na exhibici v roce 1997 na mistrovství světa v Lausanne. Další rok se stal švýcarským juniorským mistrem a v roce 2000 byl seniorským mistrem Švýcarska. V roce 2001 byl pátý na mistrovství světa juniorů. Další sezónu byl už věkově dospělý na mezinárodní soutěž seniorů. Švýcarská krasobruslařská federace mu řekla, že pokud se na mistrovství Evropy umístí do první dvanáctky, pošlou ho na olympijské hry do Salt Lake City v roce 2002. Umístil se na čtvrtém místě a byl poslán na olympijské hry, kde obsadil patnácté místo. Potom se umístil na osmnáctém místě na mistrovství světa.
Následující sezónu se Lambiel umístil na pátém místě na mistrovství Evropy a o pár míst výš na mistrovství světa. V roce 2004 byl šestý na mistrovství Evropy a čtvrtý na mistrovství světa. Lambiel byl nucen vynechat Grand Prix sezónu 2004 a 2005 kvůli zranění, ale vynahradil si to čtvrtým místem na mistrovství Evropy.